# Coppa di Lega (Emirati Arabi Uniti)
La Coppa di Lega degli Emirati Arabi Uniti (in inglese UAE League Cup), nota per ragioni di sponsorizzazione come Coppa ADIB (in inglese ADIB Cup) è una competizione calcistica degli Emirati Arabi Uniti, che funge da Coppa di lega per le squadre della UAE Arabian Gulf League.

## Storia
La prima edizione della coppa si è tenuta nella stagione 2008-2009 quando, con il passaggio al professionismo delle competizioni calcistiche negli Emirati Arabi Uniti, la competizione è stata introdotta per sostituire la UAE Federation Cup, coppa che tra gli anni novanta ed i primi anni duemila aveva svolto il ruolo di coppa di lega. Ad aggiudicarsi la prima edizione della competizione fu l'Al-Ain vincendo per 1-0 la finale contro l'Al-Wahda.
Fin dalla sua prima edizione la competizione ha assunto differenti nomi per motivi di sponsorizzazione: dall'edizione 2008-2009 fino alla 2012-2013, la competizione è stata conosciuta col nome di Etisalat Emirates Cup; dall'edizione 2013-2014 fino a quella 2021-2022 il nome è stato UAE Arabian Gulf League Cup; nell'estate del 2022 è stata annunciata un nuovo accordo di sponsorizzazione per la competizione con la Abu Dhabi Islamic Bank e dall'edizione 2022-2023 la coppa ha assunto l'attuale denominazione di ADIB Cup.

## Albo d'oro
| Anno      | Campione       | Risultato         | Finalista      |
| --------- | -------------- | ----------------- | -------------- |
| 2008-2009 | Al-Ain         | 1 - 0             | Al-Wahda       |
| 2009-2010 | Al-Jazira      | 2 - 0             | Ajman          |
| 2010-2011 | Al-Shabab      | 3 - 2             | Al-Ain         |
| 2011-2012 | Al-Ahli Dubai  | 1 - 1 (5 - 3 rig) | Al-Shabab      |
| 2012-2013 | Ajman          | 2 - 1             | Al-Jazira      |
| 2013-2014 | Al-Ahli Dubai  | 2 - 1             | Al-Jazira      |
| 2014-2015 | Al-Nasr        | 4 - 1             | Sharjah        |
| 2015-2016 | Al-Wahda       | 1 - 0             | Al-Shabab      |
| 2016-2017 | Al-Ahli Dubai  | 2 - 0             | Al-Shabab      |
| 2017-2018 | Al-Wahda       | 2 - 1             | Al-Wasl        |
| 2018-2019 | Shabab Al-Ahli | 3 - 1             | Al-Wahda       |
| 2019-2020 | Al-Nasr        | 2 - 1             | Shabab Al-Ahli |
| 2020-2021 | Shabab Al-Ahli | 0 - 0 (5 - 4 rig) | Al-Nasr        |
| 2021-2022 | Al-Ain         | 2 - 2 (5 - 4 rig) | Shabab Al-Ahli |
| 2022-2023 | Sharjah        | 2 - 1             | Al-Ain         |
| 2023-2024 | Al-Wahda       | 1 - 0             | Al-Ain         |
| 2024-2025 | Al-Jazira      | 2 - 1             | Shabab Al-Ahli |

## Vittorie per squadra
| Club                          | Vittorie | Finalista | Anni vittoria                               | Anni finale               |
| ----------------------------- | -------- | --------- | ------------------------------------------- | ------------------------- |
| Al-Ahli Dubai/ Shabab Al-Ahli | 5        | 3         | 2011-12, 2013-14, 2016-17, 2018-19, 2020-21 | 2019-20, 2021-22, 2024-25 |
| Al-Wahda                      | 3        | 2         | 2015-16, 2017-18, 2023-24                   | 2008-09, 2018-19          |
| Al-Ain                        | 2        | 3         | 2008-09, 2021-22                            | 2010-11, 2022-23, 2023-24 |
| Al-Jazira                     | 2        | 2         | 2009-10, 2024-25                            | 2012-13, 2013-14          |
| Al-Nasr                       | 2        | 1         | 2014-15, 2019-20                            | 2020-21                   |
| Al-Shabab                     | 1        | 3         | 2010-11                                     | 2011-12, 2015-16, 2016-17 |
| Ajman                         | 1        | 1         | 2012-13                                     | 2009-10                   |
| Sharjah                       | 1        | 1         | 2022-23                                     | 2014-15                   |
| Al-Wasl                       | 0        | 1         | –                                           | 2017-18                   |

## Capocannonieri
| Stagione  | Giocatore                                      | Club                           | Goal |
| --------- | ---------------------------------------------- | ------------------------------ | ---- |
| 2008-2009 | Fernando Baiano                                | Al-Jazira                      | 7    |
| 2009-2010 | Boris Kabi                                     | Ajman                          | 7    |
| 2010-2011 | Ismaël Bangoura Aboubacar Camara Michaël N'dri | Al-Nasr Dubai Club             | 7    |
| 2011-2012 | Grafite                                        | Al-Ahli Dubai                  | 13   |
| 2012-2013 | Founéké Sy                                     | Ajman                          | 10   |
| 2013-2014 | Ricardo Oliveira                               | Al-Jazira                      | 6    |
| 2014-2015 | Edgar                                          | Al-Shabab                      | 6    |
| 2015-2016 | Jô                                             | Al-Shabab                      | 8    |
| 2016-2017 | Henrique Luvannor                              | Al-Shabab                      | 10   |
| 2017-2018 | Sebastián Tagliabúe                            | Al-Wahda                       | 14   |
| 2018-2019 | Caio Lucas                                     | Al-Ain                         | 7    |
| 2019-2020 | Pedro Conde Fábio Lima                         | Baniyas Al-Wasl                | 6    |
| 2020-2021 | Peniel Mlapa                                   | Ittihad Kalba                  | 5    |
| 2021-2022 | Michel Araújo                                  | Al-Wasl                        | 6    |
| 2022-2023 | Aylton Boa Morte                               | Khor Fakkan                    | 5    |
| 2023–2024 | Daniel Bessa Facundo Kruspzky Fábio Lima       | Ittihad Kalba Al-Wahda Al-Wasl | 5    |
| 2024-2025 | Ramón Miérez                                   | Al-Jazira                      | 5    |